# Lambha
Lambha é uma vila no distrito de Ahmadabad, no estado indiano de Guzerate.

## Demografia
Segundo o censo de 2001, Lambha tinha uma população de 16,725 habitantes. Os indivíduos do sexo masculino constituem 54% da população e os do sexo feminino 46%. Lambha tem uma taxa de alfabetização de 72%, superior à média nacional de 59.5%: a literacia no sexo masculino é de 79% e no sexo feminino é de 63%. Em Lambha, 13% da população está abaixo dos 6 anos de idade.